# Elisângela Adriano
Elisângela Maria Adriano (São Paulo, 27 de julio de 1972) es una atleta brasileña especialista en las disciplinas de lanzamiento de disco y lanzamiento de peso.
En lanzamiento de disco ha recibido la medalla de oro en los Juegos Panamericanos de 1999 realizados Winnipeg, mientras que en la versión 2007 de Río de Janeiro ganó la medalla de bronce en la misma competencia. Por otro lado, en los Juegos Panamericanos de 2003 realizados en Santo Domingo recibió la medalla de plata en lanzamiento de peso.
A nivel iberoamericano ha recibido diversas preseas en el Campeonato Iberoamericano de Atletismo. Ganó la medalla de oro en lanzamiento de peso en el IV torneo de Manaus 1990, en la VIII versión de Lisboa 1998 y en la versión XII de Ponce 2006; en lanzamiento de disco recibió la misma presea en el X Campeonato Iberoamericano de Atletismo de 2002 de Ciudad de Guatemala y en la XII versión de Ponce 2006. Por otro lado, ha ganado la medalla de plata por lanzamiento de disco en Lisboa 1998 y la de bronce en Iquique 2008 y en la XIV versión de San Fernando 2010; mientras que en lanzamiento de peso, ganó la medalla de plata en Sevilla 1992, Mar del Plata 1994 y Medellín 1996, y también la medalla de bronce en Ciudad de Guatemala 2002 y en Huelva 2004.
A nivel sudamericano, ha recibido trece medallas de oro durante su carrera y dos medallas de plata, siendo ganadora consecutiva entre 1997 y 2003 —Mar del Plata, Bogotá, Manaus y Barquisimeto— de dicha presea en las disciplinas de su especialidad.
Ha representado a su país en diversas competencias internacionales, entre ellas varios Juegos Olímpicos: Atlanta 1996, Atenas 2004 y Pekín 2008. Además, posee las plusmarcas sudamericanas en sus disciplinas con 19min30s en lanzamiento de peso alcanzado el 14 de julio de 2001 en Tunja y con 61min96s en lanzamiento de disco alcanzado el 21 de mayo de 1998.
En 1999 dio positivo a un examen antidopaje en España, por el que sería suspendida durante un período de dos años por la Federación Internacional de Atletismo; tal decisión fue apelada por la Confederación Brasileña de Atletismo.